# Людина-павук (Noir)
Нуар Людина-павук (англ. Spider-Man Noir) — вигаданий персонаж з коміксів американського видавництва Marvel Comics, альтернативна версія Людини-павука. Персонаж створений сценаристом Девідом Хайном та художником Карміном Ді Джиандоменіко у 2009 році. Вперше з'явився у коміксі Spider-Man Noir #1.

## Історія

Пітер Паркер

У 1933 році, у часи великої депресії, молодий Пітер Паркер стає свідком пограбування предметів антикваріату злочинцями на чолі з Норманом Озборном на прізвисько «Гоблін», який вбив дядька Пітера, Бена Паркера. Пітер випадково потрапляє на склад, на якому зберігаються вкрадені речі. Так звана «статуя павука» випадково розбивається і з неї вилазить орда павуків. Один з них кусає Пітера і той отримує надзвичайні павучі здібності, до яких входить здатність створювати органічну павутину.
Пітер створює костюм на основі дядькової військової уніформи, яку той використовував під час Першої світової війни, і стає вігілантом на прізвисько Людина-павук. Пітер використовує досить жорстокі методи у боротьбі зі злочинністю, у його арсеналі присутній револьвер, який він часто використовує.
Пітер бореться з такими злочинцями, як: кримінальний авторитет і колишній цирковий виродок Гоблін (Норман Озборн), його банда під назвою «Громили» (Бик, Красунчик Ден та Монтана), дресирувальник Крейвен (Олексій Кравінофф), майстер перевтілення Хамелеон (Дмитро Смердякофф) та цирковий виродок і канібал Стерв'ятник (Едріан Тумс).

## Поза коміксами

### На великому екрані
- Відомий кіноактор Ніколас Кейдж подарував свій голос Нуар Людині-павуку у повнометражному мультфільмі «Людина-павук: Навколо всесвіту» (2018).

### На телебаченні
- У третьому сезоні мультсеріалу «Людина-павук. Щоденник супергероя» (2012—2017) Нуар Людину-павука озвучив актор Майло Вентімілья.
- У лютому 2023 анонсували ігровий серіал «Нуар Людина-павук» з Ніколасом Кейджем в головній ролі.[1]

### У іграх
- Нуар Людина-павук — один з головних персонажів гри «Spider-Man: Shattered Dimensions» (2010). У грі він бореться зі Стерв'ятником, Кувалдою та Гобліном. Його роль озвучив Крістофер Деніел Барнс (мультсеріал «Людина-павук 1994»).
- Костюм Нуар Людини-павука з'являється у численних відеоіграх, серед яких — «Marvel Heroes» (2013), «The Amazing Spider-Man 2» (2014) та «Marvel's Spider-Man» (2018).